# 吕必松
吕必松（1935年—），男，江苏泰兴人，中国语言学家，曾任北京语言学院院长，中国语言学会常务理事。